# Massageten

Weltkarte nach Herodot. Östlich des Kaspischen Meeres die Massageten.

Die Massageten waren ein antikes Reitervolk, das im 6. Jahrhundert v. Chr. eine Stammes-Konföderation bildete, der sich auch die Saken anschlossen. Die Heimat der Massageten lag zwischen dem Kaspischen Meer und dem Aralsee an den Flüssen Oxus (Amudarja) und Jaxartes (Syrdarja). Der Name Massageten wird unterschiedlich erklärt, z. B. als „Fischervolk“ oder „Große Horde“ (W. Tomaschek 1889) oder als „Große Geten“ (H. Kothe 1969).

## Erwähnung in der Geschichtsschreibung

### Antike

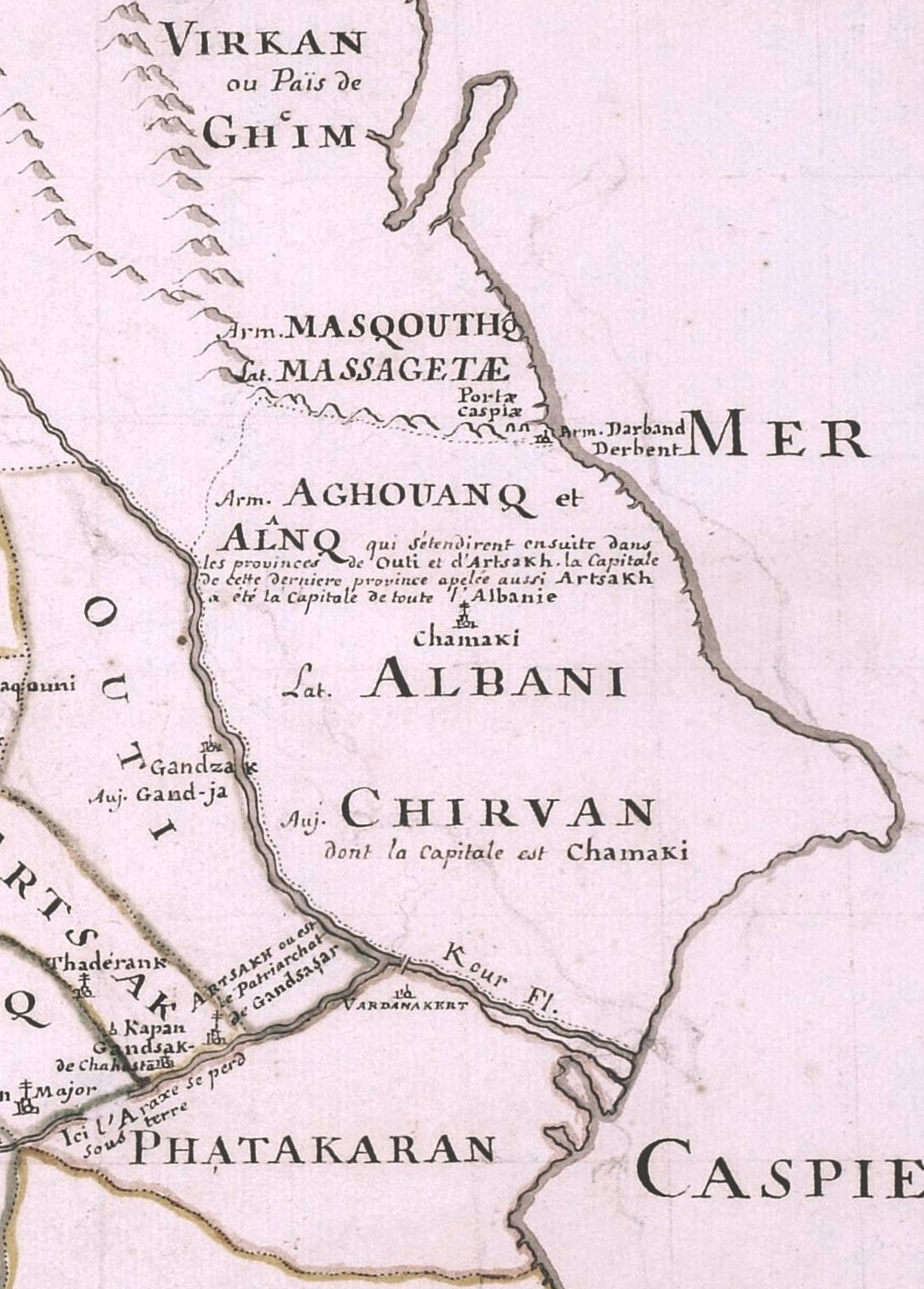
Massageten

Der griechische Geschichtsschreiber Herodot (484–425 v. Chr.) berichtet in seinen Historien, dass es um 530 v. Chr. zu Kämpfen zwischen den Massageten und den Persern unter ihrem Eroberer Kyros II. (um 590–530 v. Chr.) kam, bei denen der Sohn der Massageten-Königin Tomyris starb. Tomyris schlug daraufhin die Perser, wobei Kyros II. am Ufer des Flusses Araxes tödlich verwundet wurde. Erst König Dareios I. gelang es, die persische Niederlage wettzumachen, als er auf einem Feldzug die Massageten zwischen 518 und 516 v. Chr. unterwarf.
Herodot beschreibt die Kleidung der Massageten als derjenigen der Skythen ähnlich, ihre Bewaffnung bestand aus Bögen, Lanzen sowie Streitäxten und viele Kriegerinnen nahmen am Kampf teil. Als Nachbarn der Massageten nennt Herodot die Skythen im Westen sowie Saken und Issedonen im Osten. Die Ausbreitung der Massageten sei der Auslöser für die Westwanderung der Skythen gewesen. Herodot bezeugt ferner die Verehrung der Sonne durch die Massageten, der sie Pferde opferten. Auch Pomponius Mela kennt die Massageten als Anwohner des Kaspischen Meeres.
Dem Perser Spitamenes gelang es 329–328 v. Chr. mit Hilfe skythischer Hilfstruppen, die wohl vor allem aus massagetischen Reitern bestanden, bedeutende Erfolge gegen verschiedene Heeresabteilungen Alexanders des Großen zu erzielen. Schließlich wurde er aber nach einer entscheidenden Niederlage von den Massageten ermordet, da diese sich wohl nicht einer erwartbaren Attacke des makedonischen Eroberers aussetzen wollten.
Einige Zeit später ging die Massageten-Konföderation im Verband der Sarmaten auf.

### Mittelalter
Bei einigen Autoren des Mittelalters taucht die Bezeichnung Massageten im Zusammenhang mit einem Volksstamm im Baltikum auf. So erwähnt Hartmann Schedel in seiner Weltchronik von 1493 die Massageten als Bewohner eines zwischen Preußen und Livland gelegenen Gebietes.

„Zwischen Eyfland vnd Preueßen ist ein klains land villeicht einer tagrays prayt aber fast lang von den preuessen gein Eyfland. darinn wonet ein volck Massagete genant das ist weder haidnisch noch recht cristglawbig vnd doch dem polnischen gewalt vnderworffen. vnd von dannen heer erstreckt sich dz polnisch koenigreich bis an das meer.“

Hierbei dürfte es sich um eine Verwechslung mit dem historischen Namen Samagetae für die Žemaiten oder (Samogiten) handeln, eines niederlitauischen Stammes, der in der beschriebenen Gegend siedelte.